# Équipe d'Afrique du Sud de cricket
L'équipe d'Afrique de cricket représente l'Afrique du Sud dans les compétitions internationales majeures de cricket, comme la Coupe du monde, et dans les trois principales formes de cricket international : le Test cricket, le One-day International (ODI) et le Twenty20 international. Elle est sous le patronage de la fédération sud-africaine de cricket, Cricket South Africa (CSA).
Elle dispute son premier test-match en 1899, devenant la troisième nation à pratiquer cette forme de jeu. Isolée sportivement à cause du régime d'Apartheid à partir de 1970, elle retrouve la scène internationale en 1991, année où elle dispute son premier ODI.

## Historique

### Débuts (1889-1914)

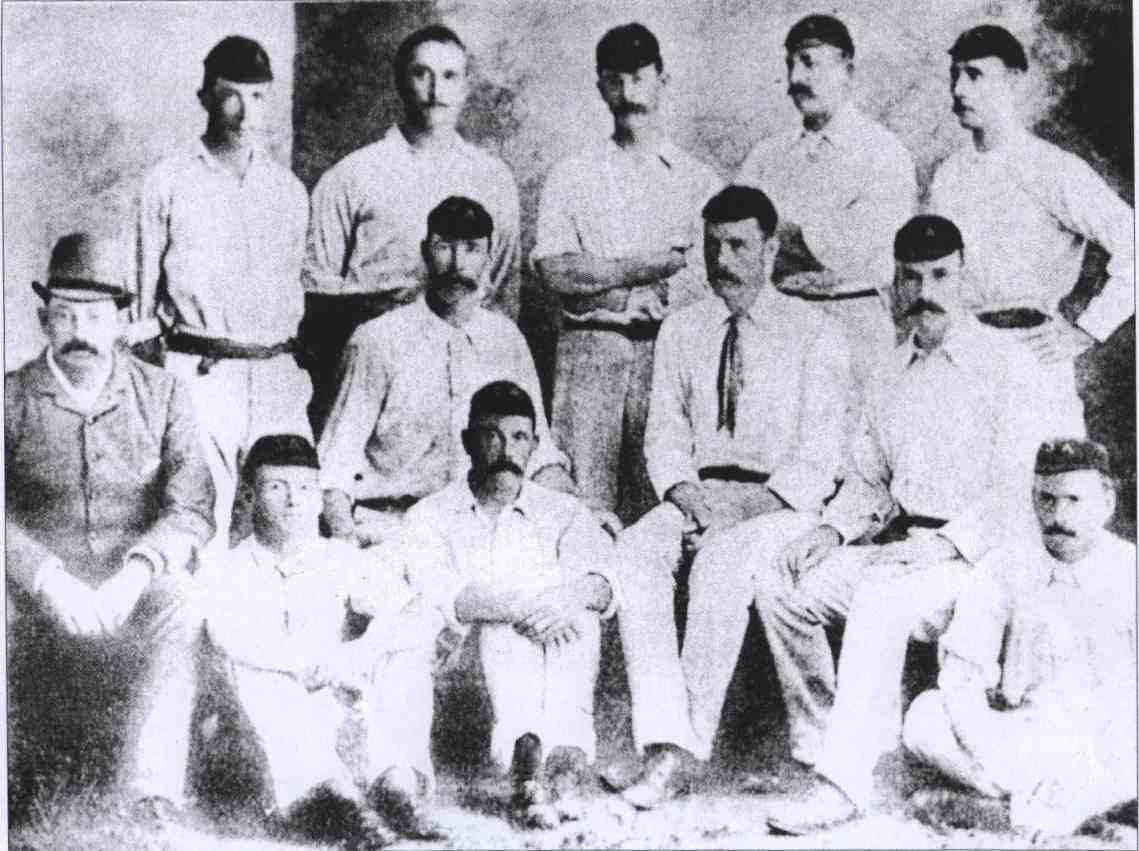
Les joueurs sud-africains de la rencontre reconnue rétrospectivement comme le premier test-match de l'équipe d'Afrique du Sud.

Le cricket est introduit par les Britanniques dans la Colonie du Cap en 1806. Au cours de la deuxième moitié du XIXe siècle principalement, il se répand dans le territoire de l'actuelle Afrique du Sud, et parmi tous ses groupes ethniques. Début 1889, le Major Robert Warton organise une tournée d'une équipe d'Anglais menés par C. Aubrey Smith. Ils affrontent plusieurs équipes locales. Les visiteurs remportent deux matchs disputés à onze contre onze et annoncés comme « Major Warton's XI v. South Africa XI ». Ce n'est que rétrospectivement que ces deux rencontres seront considérées comme des test-matchs internationaux et que les joueurs qui y participent seront crédités, parfois sans le savoir, de sélections à ce niveau, respectivement pour l'Angleterre et pour l'Afrique du Sud.
D'autres visites anglaises suivent, menées par Walter Read ou encore Lord Hawke, au cours des années 1890. En 1894, une sélection sud-africaine se rend en Angleterre — les matchs n'y ont pas de statuts officiels. Un joueur de couleur, Krom Hendricks, doit y participer, mais Cecil Rhodes, premier ministre de la Colonie du Cap, use de son influence pour qu'il ne fasse pas partie du voyage. Charlie Llewellyn, un Métis, devient en 1896 le premier joueur de couleur à représenter l'Afrique du Sud,. Il sera le seul jusqu'à l'exclusion de celle-ci de la scène internationale, au début des années 1970 : la sélection est, implicitement ou explicitement, réservée aux Blancs.

## Palmarès
| Coupe du Monde de Cricket | Coupe du Monde de Cricket |
| Année                     | Tour                      |
| ------------------------- | ------------------------- |
| 1975                      | -                         |
| 1979                      | -                         |
| 1983                      | -                         |
| 1987                      | -                         |
| 1992                      | Demi-finaliste            |
| 1996                      | Quart de finaliste        |
| 1999                      | Demi-finaliste            |
| 2003                      | Premier tour              |
| 2007                      | Demi-finaliste            |
| 2011                      | Quart de finaliste        |
| 2015                      | Demi-finaliste            |
| 2019                      | Premier tour              |
| Total                     | 0 titres                  |

| ICC World Twenty20 | ICC World Twenty20 |
| Année              | Tour               |
| ------------------ | ------------------ |
| 2007               | Deuxième tour      |
| 2009               | Demi-finaliste     |
| 2010               | Deuxième tour      |
| 2012               | Deuxième tour      |
| 2014               | Demi-finaliste     |
| 2016               | Deuxième tour      |
| 2021               | Deuxième tour      |
| Total              | 0 titres           |

| Trophée des Champions de l'ICC | Trophée des Champions de l'ICC |
| Année                          | Tour                           |
| ------------------------------ | ------------------------------ |
| 1998                           | Vainqueur                      |
| 2000                           | Demi-finaliste                 |
| 2002                           | Demi-finaliste                 |
| 2004                           | Premier tour                   |
| 2006                           | Demi-finaliste                 |
| 2009                           | Premier tour                   |
| 2013                           | Demi-finaliste                 |
| 2017                           | Premier tour                   |
| Total                          | 1 titre                        |

| Jeux du Commonwealth | Jeux du Commonwealth |
| Année                | Tour                 |
| -------------------- | -------------------- |
| 1998                 | Vainqueur            |
| Total                | 1 titre              |

## Symboles

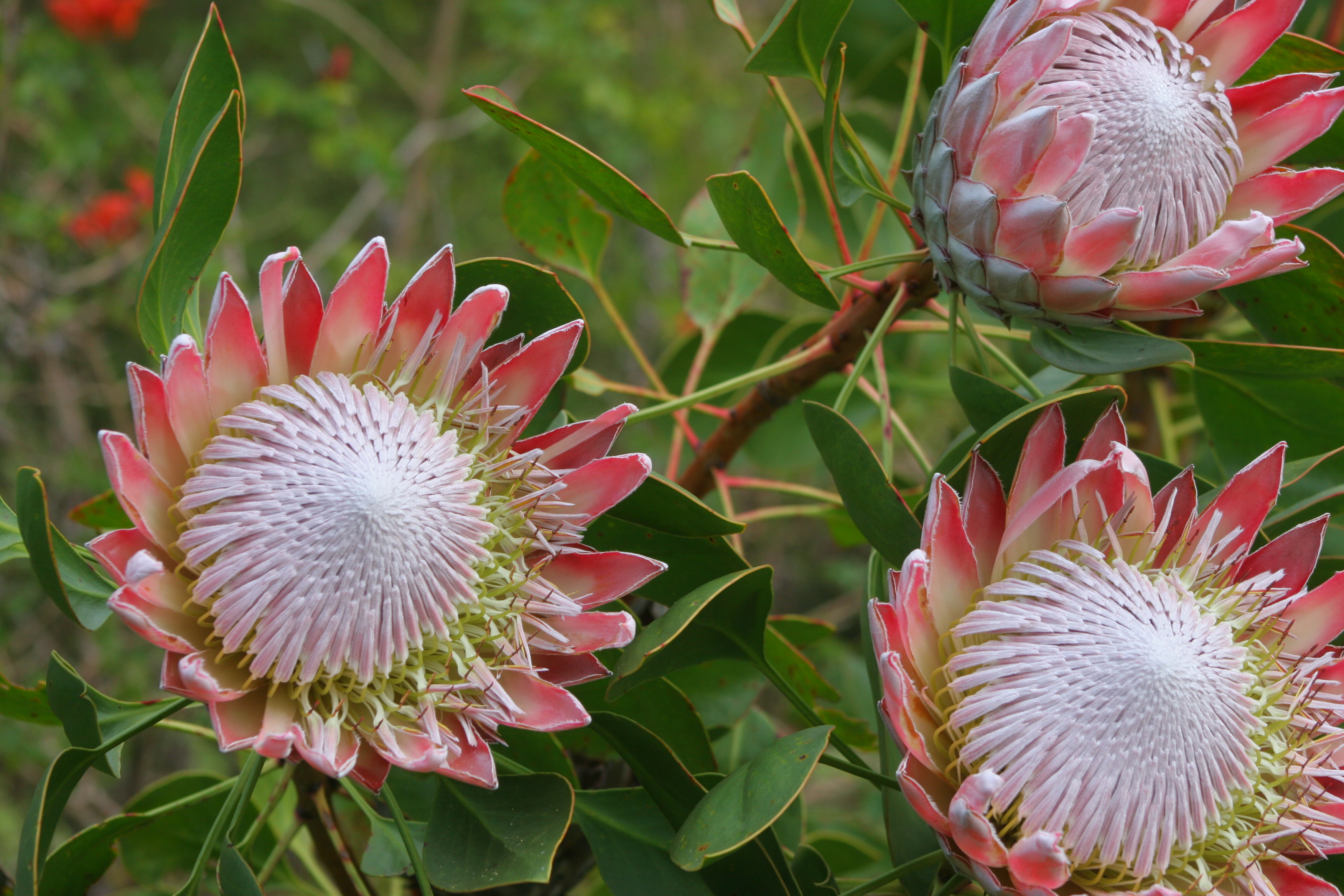
Fleurs de Protea, symbole de l'équipe sud-africaine à partir de 1992.

La South African Cricket Association (SACA) adopte le lion comme emblème en 1902. En 1907, c'est finalement le Springbok qui est choisi : la fédération ainsi imite l'équipe d'Afrique du Sud de rugby à XV qui a arboré cette espèce d'antilope sud-africaine à partir de l'année précédente.
À la fin de la période d'isolation internationale du cricket sud-africain, une nouvelle fédération voit le jour : le United Cricket Board (UCB), qui résulte de la fusion de divers composantes. En 1992, une fleur de Protea est désignée comme nouveau symbole de l'équipe. Les « Springboks » deviennent alors les « Proteas ».

## Personnalités

### Équipe actuelle
Les joueurs sous contrat avec la fédération sud-africaine, Cricket South Africa (CSA), pour la période 2021-2022, sont:
| Nom                   | Âge      | Équipe en Afrique du Sud | Notes                      |
| Batteurs              | Batteurs | Batteurs                 | Batteurs                   |
| --------------------- | -------- | ------------------------ | -------------------------- |
| Dean Elgar            | 37       | Knights                  | Capitaine en Tests         |
| Temba Bavuma          | 34       | Lions                    | Capitaine en ODIs et T20Is |
| Rassie van der Dussen | 36       | Lions                    |                            |
| Reeza Hendricks       | 35       | Lions                    |                            |
| Aiden Markram         | 30       | Titans                   |                            |
| David Miller          | 35       | Dolphins                 |                            |
| All-rounders          |          |                          |                            |
| Andile Phehlukwayo    | 29       | Dolphins                 | (Pace)                     |
| Dwaine Pretorius      | 35       | Lions                    | (Pace)                     |
| Gardiens de Guichet   |          |                          |                            |
| Quinton de Kock       | 32       | Lions                    |                            |
| Heinrich Klaasen      | 33       | Titans                   |                            |
| Lanceurs (pace)       |          |                          |                            |
| Beuran Hendricks      | 34       | Cape Cobras              |                            |
| Anrich Nortje         | 31       | Cape Cobras              |                            |
| Lungisani Ngidi       | 28       | Titans                   |                            |
| Kagiso Rabada         | 29       | Lions                    |                            |
| Lanceurs (spin)       |          |                          |                            |
| Keshav Maharaj        | 35       | Dolphins                 |                            |
| Tabraiz Shamsi        | 35       | Titans                   |                            |

Payés par CSA, ils constituent le noyau de l'équipe d'Afrique du Sud, même si d'autres joueurs peuvent être sélectionnés. Ils sont susceptibles de jouer dans leurs clubs respectifs lorsque la fédération les y autorise.

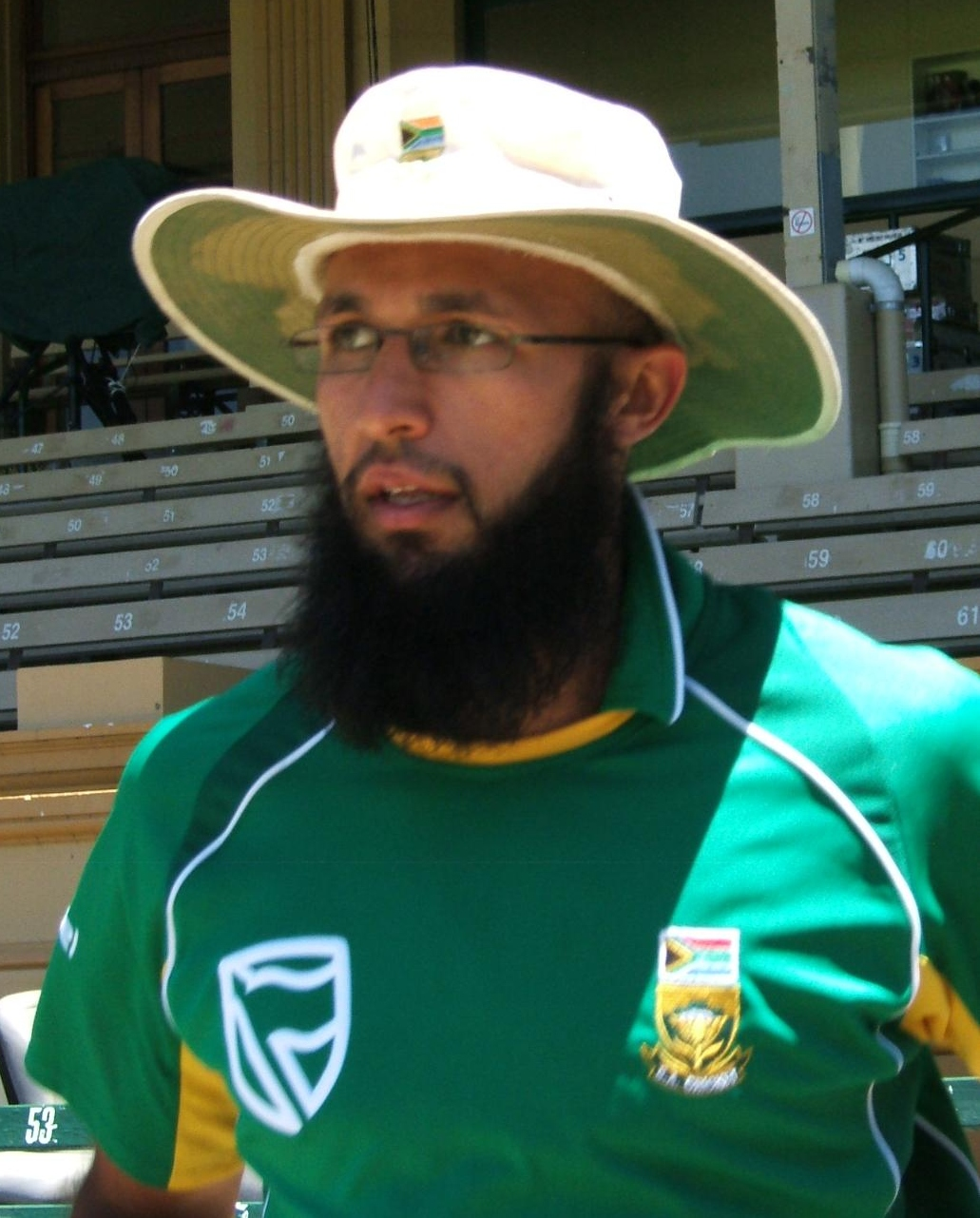
Hashim Amla
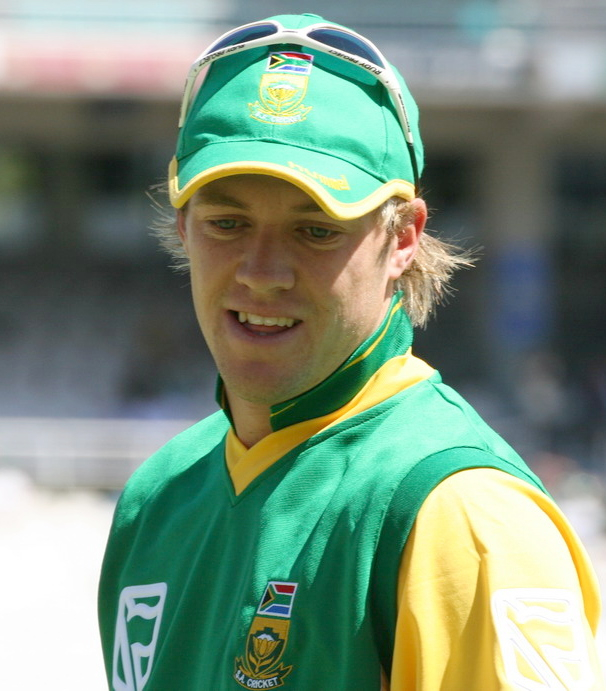
A. B. de Villiers
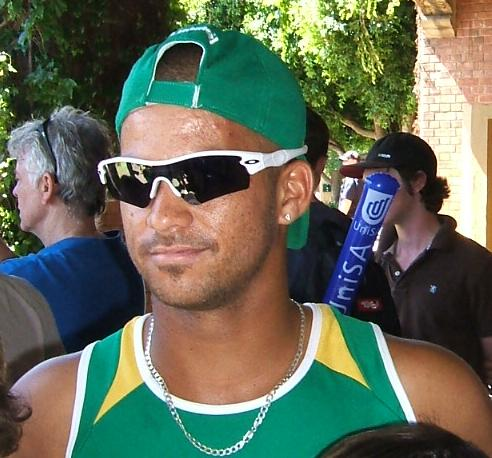
Jean-Paul Duminy
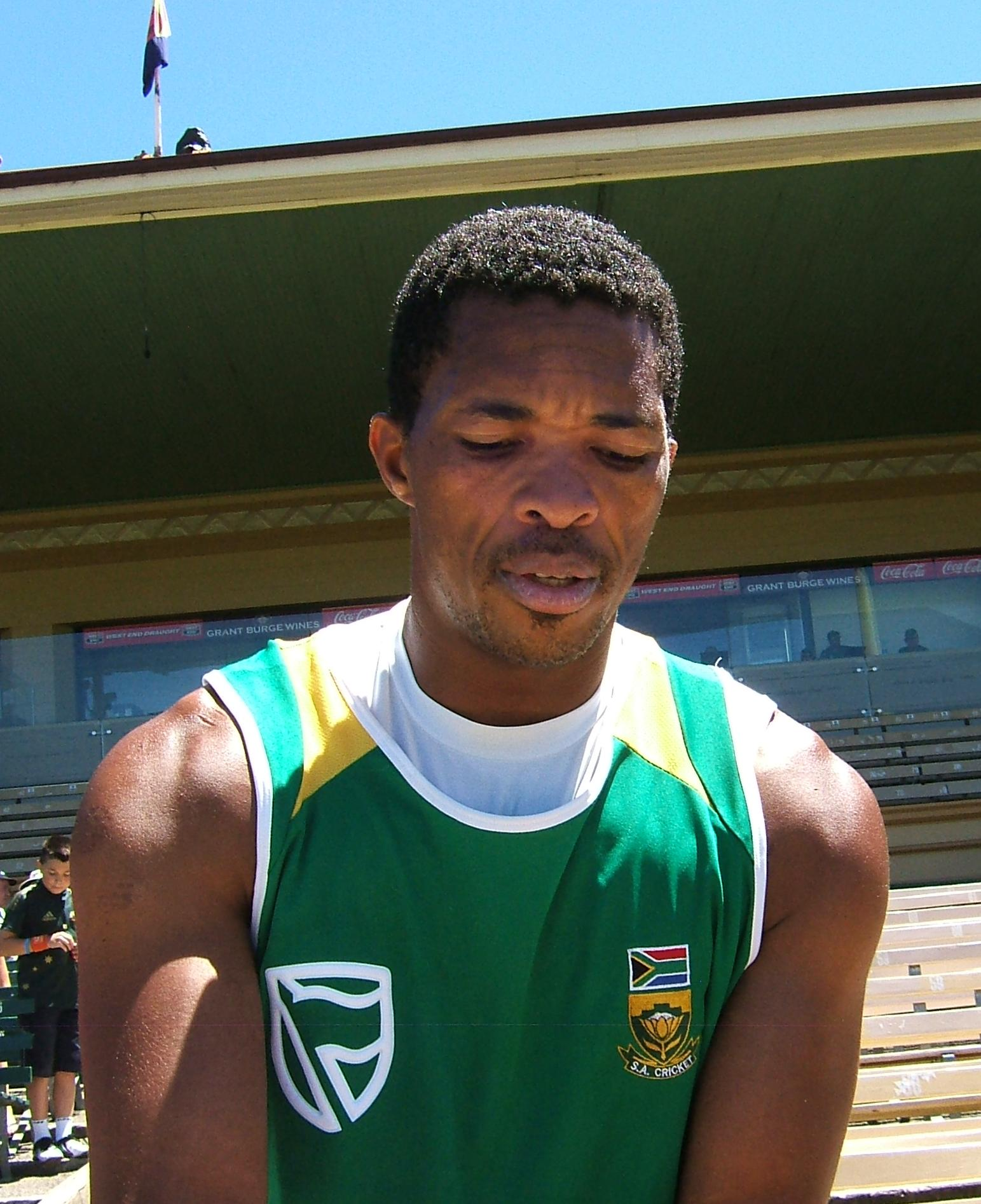
Makhaya Ntini

### Capitaines de l'équipe en Test cricket

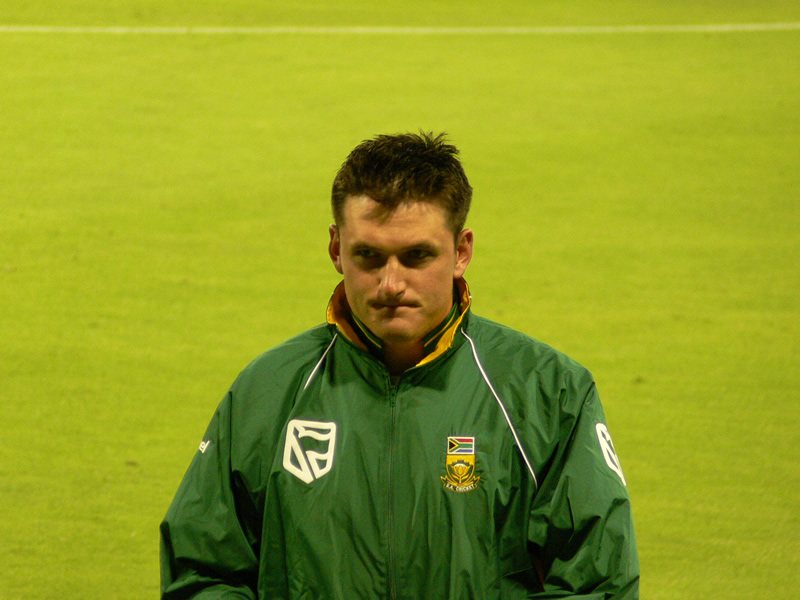
Graeme Smith

|    | Joueur           | Période   |
| -- | ---------------- | --------- |
| 1  | Owen Dunell      | 1889      |
| 2  | William Milton   | 1889-1892 |
| 3  | Ernest Halliwell | 1892-1902 |
| 4  | Alf Richards     | 1896      |
| 5  | Murray Bisset    | 1899      |
| 6  | Henry Taberer    | 1902      |
| 7  | Biddy Anderson   | 1902      |
| 8  | Percy Sherwell   | 1906-1911 |
| 9  | Tip Snooke       | 1910      |
| 10 | Frank Mitchell   | 1912      |
| 11 | Louis Tancred    | 1912      |
| 12 | Herbie Taylor    | 1913-1924 |
| 13 | Mummy Deane      | 1927-1931 |
| 14 | Buster Nupen     | 1930      |
| 15 | Jock Cameron     | 1931-1932 |
| 16 | Herby Wade       | 1935-1936 |
| 17 | Alan Melville    | 1938-1947 |
| 18 | Dudley Nourse    | 1948-1951 |
| 19 | Jack Cheetham    | 1952-1955 |

|    | Joueur              | Période                    |
| -- | ------------------- | -------------------------- |
| 20 | Jackie McGlew       | 1955-1962                  |
| 21 | Clive van Ryneveld  | 1956-1958                  |
| 22 | Trevor Goddard      | 1963-1965                  |
| 23 | Peter van der Merwe | 1965-1967                  |
| 24 | Ali Bacher          | 1969-1970                  |
|    |                     |                            |
| 25 | Kepler Wessels      | 1992-1994                  |
| 26 | Hansie Cronje       | 1994-2000                  |
| 27 | Gary Kirsten        | 1997-1998†                 |
| 28 | Shaun Pollock       | 2000-2003                  |
| 29 | Mark Boucher        | 2002                       |
| 30 | Graeme Smith        | 2003-2014                  |
| 31 | Jacques Kallis      | 2005-2006† et 2008-2009†   |
| 32 | Ashwell Prince      | 2006                       |
| 33 | Hashim Amla         | 2014-2016                  |
| 34 | AB de Villiers      | 2015-2016 et 2017-2018†    |
| 35 | Faf du Plessis      | 2016-2020                  |
| 36 | Dean Elgar          | 2017†, 2018-2019† et 2021- |
| 37 | Quinton de Kock     | 2020-2021                  |